# Kauczukowiec brazylijski
Kauczukowiec brazylijski, kauczukowe drzewo (Hevea brasiliensis) – drzewo liściaste uważane za najważniejsze drzewo produkujące lateks na świecie. Wydajna (przez to najczęściej uprawiana na plantacjach) roślina kauczukodajna. Pochodzi z Ameryki Południowej, gdzie występuje naturalnie w lasach dorzecza Amazonki, w Brazylii, Peru, Kolumbii i Wenezueli. W naturalnych warunkach rośnie do 30 m wysokości, pień osiąga ok. 1 m średnicy.

## Morfologia

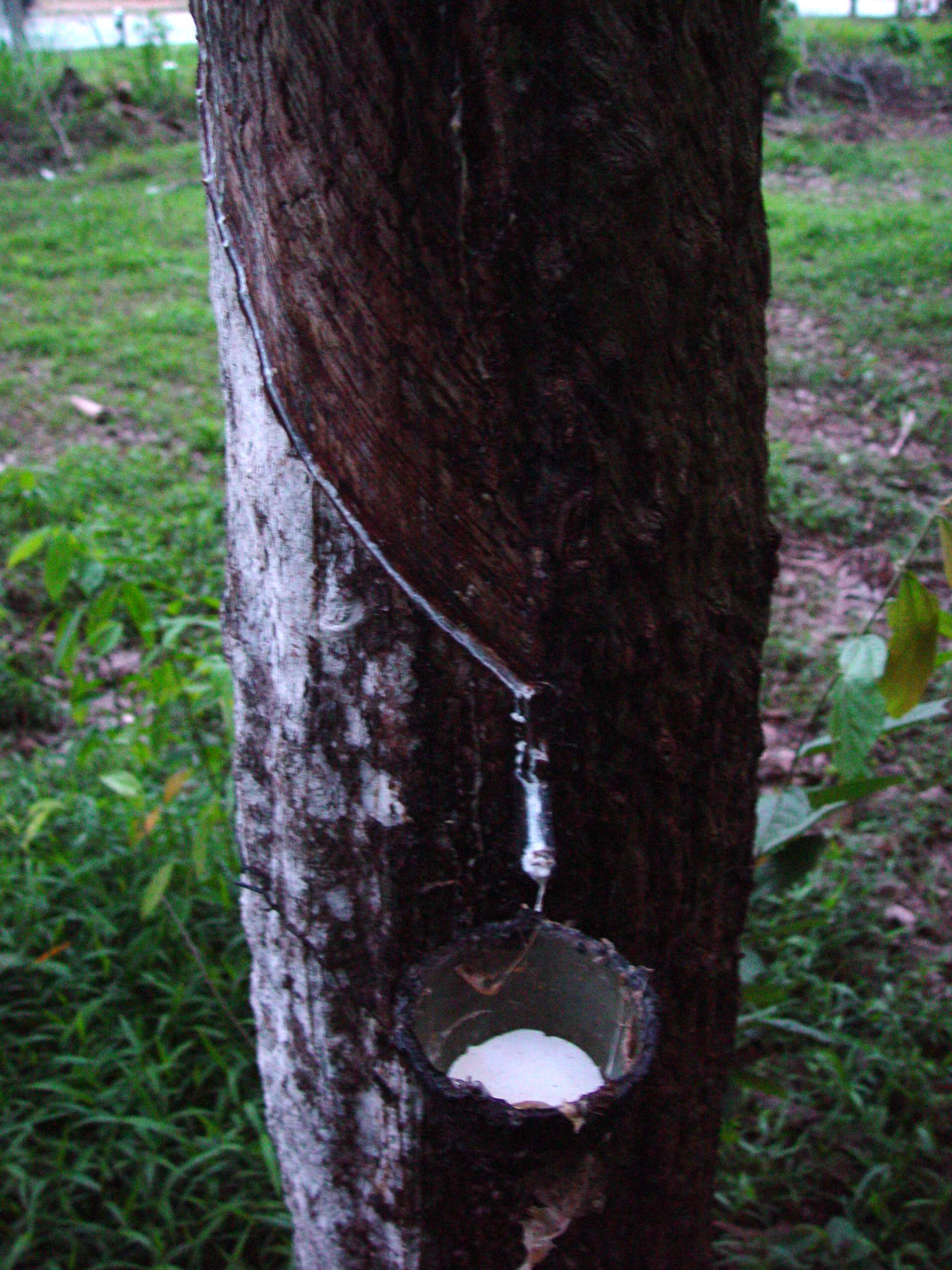
Pozyskiwanie soku

PokrójDrzewo wysokości 15-30 m
LiścieCałobrzegie, skórzaste, kształtu owalnego, trójdzielne, długoogonkowe, zebrane są w pęczki na końcach gałązek.
KwiatostanWiecha.
KwiatyPojedyncze, koloru żółtawego, okwiat dzwonkowaty, 5-dzielny z 10 pręcikami i jednym słupkiem.
OwocTrójdzielna torebka (3–5 cm średnicy), zawierający nasiona koloru brązowego.

## Zastosowanie
Roślina kauczukodajna. Sok mleczny (parakauczuk) zawiera do 40% kauczuku będącego surowcem do wyrobu gumy. Różnice w technologii, czynią wyroby z lateksu osobną gałęzią przemysłu – gumowego. Guma uzyskana z lateksu cechuje się dużą  wytrzymałością mechaniczną, jest bardzo elastyczna i odporna na proces starzenia. Udział popytu na lateks naturalny, stanowi 12% zapotrzebowania na kauczuk naturalny. Współcześnie 50 000 różnego typu produktów jest wytwarzanych w oparciu o kauczuk naturalny. Ok. 70% naturalnego kauczuku przeznaczone jest na potrzeby przemysłu oponiarskiego i towarów pokrewnych (komponenty przemysłu motoryzacyjnego). 6% przeznaczane jest na potrzeby branży obuwniczej (podeszwy, obcasy, kalosze), a 4% wykorzystywane jest do produkcji kabli i izolacji. Wśród szerokiego spektrum zastosowań kauczuku znajdują się ubiory impregnowane, pasy transmisyjne, wężyki gumowe, uszczelki, artykuły gospodarstwa domowego, sprzęt sportowy, nawierzchnie drogowe.
Nasiona przeznaczane są do otrzymania oleju (do 37% tłuszczu) używanego przy wyrobie pokostu, mydeł, pozostałość – wytłoki stanowią cenną paszę.
Choć rdzenni mieszkańcy lasów deszczowych w Ameryce Południowej używają gumy od pokoleń, dopiero w 1839 roku guma miała swoje pierwsze praktyczne zastosowanie w świecie przemysłowym. Nasiona kauczuku są stosowane przez rdzennych mieszkańców Amazonii jako podstawowy pokarm, są one jednak trujące. Gotowanie nasion usuwa truciznę i uwalnia zawierają półschnący bladożółty olej, znany jako olej z nasion kauczukowca, który można wykorzystać do wytwarzania mydła, farb i lakierów oraz może być stosowany jako skuteczny środek przeciwko muchom. Wytłoki nasion, po zneutralizowaniu toksyn w wysokiej temperaturze (350 °C) są stosowane jako cenna karma dla zwierząt.
W przemyśle wykorzystywane jest również drewno kauczukowca, używa się go w przemyśle papierniczym do produkcji kartonów, w przemyśle meblarskim, do produkcji skrzyń transportowych i palet. Odpady z produkcji kauczuku są wykorzystywane również jako drewno opałowe.

## Historia
Kauczuk wykorzystywany był przez Indian do uszczelniania łodzi i naczyń oraz do wyrobu piłek. Właściwości kauczuku doceniono wraz z rozwojem przemysłu samochodowego na przełomie XIX i XX wieku (boom kauczukowy). Po odkryciu wulkanizacji przez Charlesa Goodyeara w 1839 r. zapotrzebowanie na kauczuk znacznie wzrosło. Początkowo kauczuk pozyskiwano tylko z drzew dziko rosnących na terenie Brazylii zatem państwo to w latach 1905-1914 było monopolistą na rynku. W roku 1875 wbrew zakazowi Anglicy wywieźli nasiona i założyli plantację w Cejlonie. Z czasem wyspecjalizowane plantacje (usytuowane w Indiach, czy Azji Południowo-Wschodniej) stały się głównym dostawcą tego surowca, natomiast ze względu na znaczne zdewastowanie drzew pozycja Brazylii stała się marginalna. Japońska okupacja krajów Azji Południowo-Wschodniej podczas II wojny światowej i brak możliwości eksportu kauczuku spowodowały rozwój produkcji kauczuku syntetycznego.

## Uprawa i zbiory

### Wymagania
Kauczukowiec brazylijski najlepiej rośnie w krajach strefy międzyzwrotnikowej (15-20° szerokości geograficznej) o klimacie podrównikowym, w których średnia roczna temperatura zawiera się w przedziale 23-35 °C, a średnia roczna suma opadów wynosi od 1500 – 3000 mm, chociaż może ona tolerować do 4000 mm. W niektórych rejonach kauczuk może tolerować suszę trwającą od 2 do 3 miesięcy. Preferuje żyzną, zatrzymującą wilgoć glebę w jasnym cieniu. Nadaje się do: lekkich (piaskowych), średnich (gliniastych) i ciężkich (gliniastych) gleb i może rosnąć w ciężkich glebach gliniastych. Wymaga ochrony przed silnymi wiatrami. Rośnie optymalnie w wilgotnych, tropikalnych obszarach nizinnych, najlepiej na wysokościach 300-500 metrów.

### Pozyskanie kauczuku
Wiek produkcyjny osiągają drzewa 5-6 letnie, w pełni produkcyjne są dopiero po 14-15 latach uprawy, a mogą być eksploatowane do ok. 30-35 lat.
Poprzez odpowiednie (pod względem gęstości, długości i kąta nachylenia) nacinanie szarej, gładkiej kory pozyskuje się lepki, mleczny sok nazywany lateksem, z którego następnie w procesie koagulacji uzyskuje się naturalny kauczuk tzw. parakauczuk. Produktywność kauczukowca brazylijskiego jest uzależniona od wielu czynników i stąd duża rozpiętość w osiąganych zbiorach od 3-5 q z ha nawet do 10-15 q z ha. 99% produkcji kauczuku naturalnego pozyskuje się z kauczukowca brazylijskiego.

### Produkcja
Największy udział w produkcji kauczuku naturalnego mają kraje (wartości wyrażone w mln):
Jak w przypadku każdego surowca naturalnego, produkcja kauczuku ograniczana jest takimi czynnikami jak susze, huragany, szkodniki. To one przyczyniły się do prób zastąpienia naturalnego materiału kauczukiem syntetycznym.
Coraz częściej jednak produkcja kauczuku traci na znaczeniu, ze względu na coraz większą produkcje palmy olejowej która wymaga takich samych warunków co drzewa kauczukowe lecz mniejszego nakładu pracy oraz środków finansowych.